# Carles-Josep Melcior Fet

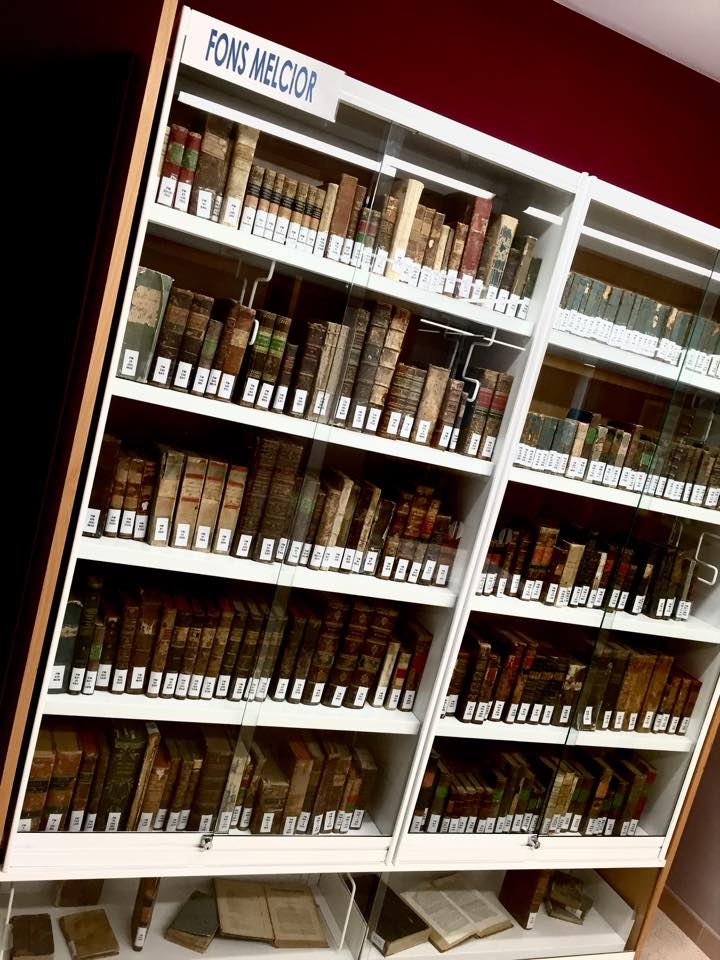
Fons Melcior a la biblioteca Ramon Berenguer IV

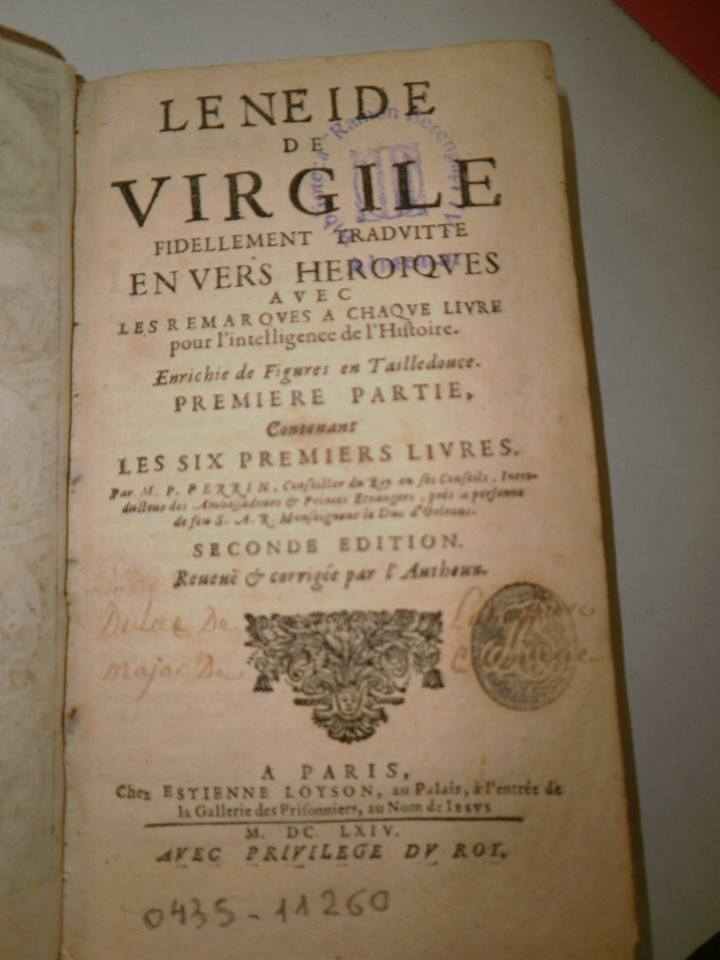
L'Eneida de Virgili (1664) del Fons Melcior

Carles-Josep Melcior Fet (Almenar, 1785 - Lleida, 1873) fou un militar i humanista català.

## Biografia
Fill i germà de notaris d'Almenar. L'any 1801 va iniciar la carrera de Lleis i Filosofia a la Universitat de Cervera, fet que li donà una sòlida base cultural. Aquesta formació universitària en l'àmbit de les lletres el va influir tota la vida, malgrat que ell fos oficialment un militar de carrera. Melcior es va casar en primeres núpcies amb Mercè Just de Barcelona i van tenir almenys dos fills, Carles-Benigne i Emília, tots dos nascuts a Almenar els anys 1825 i 1829, respectivament. L'any 1843 s'havia casat en segones núpcies, a Lleida, amb Maria del Pilar de Sierra Roldós.

### Carrera militar
Fou tinent coronel d'artilleria. La decisió per la professió militar la devia prendre a causa de la Guerra del Francès (1808-1814), segons les memòries de Serrate, on I. García Castaño (1931) fa referència a aquest tema. Melcior adquirí prestigi local quan encapçalà un sometent de voluntaris que sortiren a perseguir una columna de l'exèrcit francès després que, en el seu pas per Almenar, haguessin abusat de diverses dones. Aquella companyia d'Almenar s'integraria al terç de miquelets, amb Melcior com a capità, i acabaria la guerra amb el grau de tinent coronel. Dintre de l'àmbit militar, Carles Melcior, a part de la Guerra del Francès, participaria en la lluita contra els absolutistes i també en la Primera Guerra Carlina (1833-1840). El seu full de serveis, del 1810 al 1838, mostra actuacions militars per moltíssimes ciutats i viles catalanes: Granollers, Sant Celoni, Cervera, Lleida, Vic, Àger i Balaguer. El 1844 va obtenir el retir. Com a militar va rebre els títols de Cavaller amb Gran Creu i placa del Reial Ordre Americà d'Isabel la Catòlica. Un cop distanciat de les responsabilitats oficials, segons afirma un dels seus biògrafs, Melcior, de perfil i idees liberals, fou objecte d'atacs anònims per part d'un club, dirigits al capità general de Catalunya, el qual el va confinar a Almenar, on Melcior aprofità per ampliar la seva producció literària.

### Activitat literària, musical i social
Al costat de la seva interessant carrera militar, allò que li donà més projecció social fou la dedicació a l'activitat literària i musical i, sens dubte, la participació en diferents entitats cíviques, fet que corrobora la seva formació humanística inicial. En el temps lliure va dedicar-se a aprendre la llengua anglesa i a perfeccionar la francesa. De l'any 1819 al 1822, destinat a Madrid, deixà molt material inèdit sobre el Diccionario militar que estava preparant. L'any 1823 sortia la segona edició de la traducció de l'anglès de l'obra Osca y Amanda o los descendientes de la Abadia de Maria Regine Roche i el 1828, Hermosura y fealdad, una altra traducció de l'anglès. L'any 1859 publicava el Diccionario enciclopédico de la música. En l'àmbit associatiu i de representació social, cal destacar la seva vinculació a diferents entitats de l'època: ocupà la vicepresidència de la Comissió Provincial d'Estadística, la direcció de la Societat Econòmica d'Amics del País de Lleida, la presidència de la subdelegació de l'Institut de la Junta d'Inspecció del Montepio Universal a Lleida. En el vessant més cultural fou membre de la Comisión Científica de Monumentos Históricos y Artísticos de la província.

### Vinculació amb Almenar
Era l'hereu de la família de sis germans i tenia propietats a la vila. Va compaginar les activitats militars i culturals amb l'atenció al patrimoni rural que tenia a Almenar, el qual, segons l'amillarament realitzat vers l'any 1864, comprenia unes seixanta-sis hectàrees de terra de secà i unes set d'horta. La família local va conservar durant anys el patrimoni bibliogràfic de Carles-Josep Melcior, que els anys de la Guerra civil va quedar dipositat en un recinte tapiat de l'Escola Clemència Berdiell, i que es va recuperar gràcies a l'interès del director Manuel Verdú i de l'equip educatiu del centre. Hi destaquen un total de 294 llibres de temàtiques variades que van des del segle xvii fins al XIX en castellà, francès i anglès.

## Fons patrimonial
Els llibres es van trobar durant el curs 1981-1982 i es van guardar a la biblioteca del centre fins al 2004, any en què foren cedits a l'Ajuntament d'Almenar i depositats a la biblioteca Ramon Berenguer IV. Tècnics de la conselleria de Cultura van comprovar el seu valor com a fons històric i patrimonial. El 2007 van tornar a la biblioteca d'Almenar, on es van mantenir i preparar fins al 18 d'octubre de 2013, dia en què el fons bibliogràfic va ser presentat a la biblioteca per l'historiador local Josep Forns.